# Sithon danis
Sithon danis är en fjärilsart som beskrevs av Felder 1865. Sithon danis ingår i släktet Sithon och familjen juvelvingar. Inga underarter finns listade i Catalogue of Life.